# Assassin's Creed Valhalla
Assassin's Creed Valhalla je historická akční hra na hrdiny v otevřeném světě ze série Assassin's Creed. Hra vyšla na platformách Microsoft Windows, PlayStation 4, Xbox One, Xbox Series X a Google Stadia 10. listopadu 2020, 12. listopadu 2020 pak pro PlayStation 5. Na Valhalle pracovalo celkem 15 studií společnosti Ubisoft, vývoj vedla jejich pobočka v kanadském Montréalu. Hra se odehrává na konci 9. století, hráč se ujme role Eivor(a), vikinského náčelníka podnikajícího se svým kmenem nájezdy na anglosaskou Anglii. Tak jak je v sérii Assassin's Creed zvykem, hráč se setká s řadou historických postav, jako je např. wessexský král Alfréd Veliký (vládl 871–899). V tomto díle přibyla také stavba a správa vlastní osady. Děj se z menší části odehrává v Norsku, většina pak v Anglii zastoupené Northumbrií, Wessexem, Mercií a Východní Anglií s městy Londýn, York a Winchester.

## Vydání
Dne 29. dubna 2020 byla Ubisoftem vydána upoutávka obsahující téma a název nového dílu série Assassin's Creed. Jednalo se o osm hodin trvající live stream umělce a designéra BossLogica. Dne 30. dubna 2020 zveřejnila společnost Ubisoft North America oficiální filmový trailer.

## DLC
Ke hře vyšly prozatím celkem 3 DLC.

#### Wrath of the Druids
13. května 2021, tedy zhruba půl roku po vydání hry, vyšlo první DLC. Eivor se vydá do nové lokality a to na západ, do mystického Irska, kde ji o pomoc požádal její bratranec Bárid. Nakonec ale nebude bojovat jen s jeho nepřáteli v nejednotném Irsku, ale i s tajemným druidským klanem. Kromě toho hra obsahuje také několik nových prvků, zásadním způsobem ale princip hry nemění.

#### The Siege of Paris
12. srpna 2021, tři měsíce po prvním DLC, vyšel i druhý dodatek, ve kterém Eivor, jak název odpovídá, bude cestovat do Francie, kde bude pomáhat místním vikingům a zároveň bránit tomu, aby francouzský král ohrožoval ty v Anglii. Dodatek přinesl několik nových prvků, například nové nepřátele - rytíře na koních, ale pro potěšení hráčů starších dílů také několik původních AC mechanismů, které měly dát přičichnout k původnímu stealth zaměření celé série, které se v posledních dílech (a obzvlášť v díle zaměřeném na Vikingy známé spíše zuřivým, agresivním bojem, než rozvážným postupem) poněkud ztratilo.

#### Dawn of Ragnarök
Třetí dodatek, který vyšel 10. března 2022, se od prvních dvou liší ve dvou zásadních věcech. Zaprvé není součástí Season passu, takže si ho všichni hráči museli koupit zvlášť, a zadruhé se neodehrává v "reálném" světě, ale ve světě severské mytologie, kde místo za Eivor(a) hraje hráč za jedno z vyobrazení boha Ódina. Konkrétně se děj odehrává v Svartálfaheimru, což je jeden z devíti světů a který je obýván Trpaslíky. S jejich pomocí se Ódin bude snažit zastavit plány Surtra, obra z Múspellheimu.
Navzdory původnímu tvrzení vydavatelů, kteří označovali Dawn of Ragnarök za největší dodatek v historii značky, se DLC svou délkou ani možnostmi příliš neliší od předchozích dvou DLC, za což Ubisoft schytal značnou kritiku.